# Simulium jacobsi
Simulium jacobsi es una especie de insecto del género Simulium, familia Simuliidae, orden Diptera.
Fue descrita científicamente por Dalmat, 1953.